# Antonín Přichystal
Antonín Přichystal (23. června 1950, Třebčín) je český geolog, petroarcheolog a vysokoškolský pedagog, profesor Ústavu geologických věd na Přírodovědecké fakultě Masarykovy univerzity v Brně. Specializuje se na vulkanismus, regionální geologii a výzkum kamenných surovin používaných v pravěku a raném středověku.

## Život

#### Odborné vzdělání a zaměstnání
Po absolvování Střední průmyslové školy chemické v Přerově (1965–1969) studoval geologii na Přírodovědecké fakultě Univerzity Jana Evangelisty Purkyně v Brně (1969–1974, nyní Masarykova univerzita), studium ukončil obhajobou diplomové práce "Mineralogicko-chemické studium nerostných asociací na lokalitě Bučník, Komňa u Bojkovic". Následoval roční studijní pobyt na Katedře mineralogie a petrografie PřF UJEP a obhájení rigorosní práce "Mineralogicko-chemické studium sfaleritu, galenitu a arzenopyritu z rudních výskytů ve Slezsku a na severní Moravě" (Brno 1975, titul RNDr.). Po průběhu vojenské základní služby nastoupil do brněnské pobočky Ústředního ústavu geologického v Praze (dnes Česká geologická služba), kde studoval paleozoický vulkanismus v Jeseníkách a jeho souvislost se zrudněním. Postgraduální studium v letech 1980–1985 se uskutečnilo na Katedře petrologie PřF Univerzity Karlovy pod vedením prof. F. Fediuka a bylo ukončeno obhajobou kandidátské disertační práce "Spilit-keratofyrový vulkanismus šternbersko-hornobenešovského pruhu v Nízkém Jeseníku" (Praha 1985, CSc.). V roce 1985 rovněž absolvoval Letní školu o vulkanismu a geotermální energii na Université de la Réunion v Saint Denis, ostrov Réunion, zámořský department Francie v Indickém oceáně.
Po přechodu na brněnskou univerzitu (1987) byl jmenován v roce 1990 docentem v oboru geologie, habilitační práci "Devonský až permský vulkanismus ve východní části Českého masívu" obhájil v roce 1995. Po profesorském řízení na Masarykově univerzitě v Brně byl jmenován profesorem pro obor geologie v roce 1998. Titul DSc. obdržel v roce 2011 od Akademie věd České republiky v Praze v oboru historické vědy - archeologie za práci "Kamenné suroviny v pravěku východní části střední Evropy".

#### Odborná činnost
A. Přichystal se věnoval zejména studiu vulkanismu na Moravě a ve Slezsku. Zpracoval skupinu lamprofyrů v okolí Janova ve Slezsku, výskyt vulkanitů šternbersko-hornobenešovského pruhu u Jindřichova ve Slezsku a komplexně studoval tektonické struktury tohoto pruhu od Šternberka po Lichnov. Společně s I. Gnojkem upozornili na význam draslíkových anomálií v devonských vulkanitech Nízkého Jeseníku a jejich vztah k rudám, což potvrdil nález Zn-zrudnění na Šternbersku ve vrtech Hlásnice. Věnoval se i mapování devonských bazálních klastik v okolí Brna a s M. Jachowicz z Polska popsali nový stratigrafický útvar na Moravě - kambrium. Studoval rovněž neovulkanity ve flyšovém pásmu u Uherského Brodu nebo kenozoický vulkanismus na severní Moravě a ve Slezsku.
Po celou svou odbornou kariéru spolupracoval s archeology střední Evropy na určování surovin pravěkých kamenných artefaktů (petroarcheologie), což vyvrcholilo knižním zpracováním problematiky česky i anglicky a zapojením do celoevropského projektu zaměřeného na výzkum jadeititových a nefritových seker. Podařilo se mu nalézt místo pravěké těžby metabazitů v Jizerských horách nebo jurského rohovce u Olomučan v Moravském krasu.
V zahraničí se podílel v r. 1981 jako zaměstnanec podniku Mongol-čechoslovak metall na vyhledávání ložisek Sn, W a F v Mongolsku, v letech 1991 - 1995 dělal geologické mapování rakouské části Českého masivu pro Geologisches Bundesanstalt Wien. Jako hostující profesor přednášel o petroarcheologii na univerzitách v Egyptě (1993), zúčastnil se expedic brněnských archeologů do Sýrie (2007, 2008), Turecka (2008) a Ománu (2022, 2023). Dlouhodobě (2000 - 2008) v rámci projektů ČGS Praha a města Brna prováděl mapování geologických rizik v Nikaragui.

### Nejvýznamnější publikace
Seznam všech publikací autora lze nalézt na adrese: https://www.muni.cz/lide/334-antonin-prichystal/publikace
- Přichystal A., 1984: Raw Materials of Chipped Stone Artifacts  in Moravia (Czechoslovakia) and Methods of Their Research.  - Reports of the 3rd Seminar in Petroarchaeology, 146 -  152. Plovdiv.
- Gnojek I., Přichystal A., 1985: A new zinc mineralization detected by airborne gamma-ray spectrometry in northern Moravia (Czechoslovakia). - Geoexploration, 23, 491-502.  Amsterdam.
- Přichystal A., 1985: Štípaná industrie z neolitického sídliště v Bylanech (okr. Kutná Hora) z hlediska použitých  surovin a jejich provenience. - Archeol. rozhledy XXXVII, 481 - 488. Praha.
- Hašek V., Obr F., Přichystal A., Verner M., 1986: Application  of geological and geophysical methods in archaeological  research at Abusir. - Sbor. geol. Věd, HIG 18, 149 - 188. Praha.
- Přichystal A., 1993: Vulkanismus v geologické historii Moravy  a Slezska od paleozoika do kvartéru. - In: Geologie Moravy  a Slezska (eds. A. Přichystal, V. Obstová, M. Suk), 59 -  70. MZM Brno.
- Přichystal, A. 1995: Höhlensinter. – In: Die Býčí skála-Höhle (Parzinger, H. – Nekvasil, J. – Barth, F. E., eds.), Römisch-Germanische Forschungen 54, 210-214. Mainz am Rhein.
- Přichystal A., Náplava M., 1995: Záhada Býčí skály aneb jeskyně plná otazníků. - 160 stran. Amaprint Třebíč.
- Gnojek I., Přichystal A. (1997): Ground Geophysical and  Geological Mapping in the Central Part of the Moldanubian Pluton. - Jb. Geol. B.- A. 140, 2, 193-250. Wien.
- Jachowicz M., Přichystal A., 1997: The Lower Cambrian sediments in deep boreholes in south Moravia.- Bull. Czech  geol. Survey 72, 4, 329 - 331. Praha.
- Novák, Z. – Přichystal, A. 2002: Mapa geológico de León, 1:10 000. – Plataforma N.E.W.S. Praga, Alcaldia de  Brno; Alcaldia de León, Alcaldia de Utrecht.
- Přichystal, A. – Stárková, M. et al. 2006: Mapa geológico del territorio del Estelí (Nicaragua), 1:50 000. – ČGS Praha-Ineter Managua.

- Přichystal, A. 2009: Kamenné suroviny v pravěku východní části střední Evropy. 331 stran. Masarykova univerzita Brno.
- Kopacz, J. - Přichystal, A. - Šebela, L. 2009: Lithic chipped industry of the Bell Beaker culture in Moravia and its East-Central European context. 365 pp. Kraków.
- Přichystal, A. 2010: Classification of lithic raw materials used for prehistoric chipped artefacts in general and siliceous sediments (silicites) in particular: The Czech proposal. – Archeometriai Műhely 2010, 3, 177-183. Budapest.
- Přichystal, A. 2013: Lithic raw materials in prehistoric times of eastern Central Europe. 351 pp. Masaryk University Brno.
- Biró, K. - Pétrequin, P. - Errera, M. - Přichystal, A. - Trnka, G. - Zalai-Gaál, I. - Osztás, A. 2017: Des Alpes a l´Europe centrale (Autriche, République tcheque, Slovaquie et Hongrie). In Pétrequin, P., Gauthier, E., Pétrequin A.-M. eds. JADE. Objets-signes et interprétations sociales des jades alpins dans l´Europe néolithique, Les Cahiers de la MSHE Ledoux no. 27, T. 3, 431-466. Besancon.
- Přichystal, A. - Burgert, P. - Gadas, P. 2019: Marble from Neolithic quarries at the Bílý Kámen Hill near Sázava (Czech Republic) and its petrographic-geochemical characterization. Geological Quarterly 63, 4, 811-821. Warszawa.